# Sata (mys)

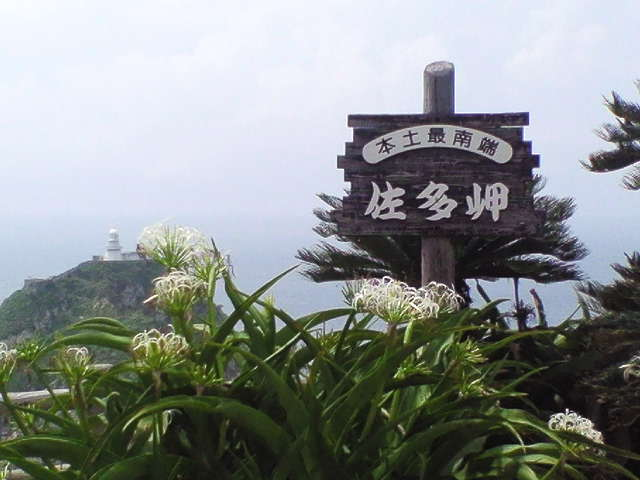
Mys Sata

Sata (佐多岬; Sata misaki) je mys, nejjižnější cíp poloostrova Ósumi na japonském ostrově Kjúšú a zároveň nejjižnější bod ležící na čtyřech hlavních japonských ostrovech (leží na 31° severní šířky).
Na mysu stojí od roku 1871 maják projektovaný Skotem Richardem Henrym Bruntonem.
Kniha Alana Boothe The Roads to Sata (Cesty do Saty) z roku 1986 popisuje jeho putování z mysu Sója na severu Hokkaidó až na mys Sata na jihu Kjúšú.